# 桑名真吾
桑名 真吾（くわな しんご、1968年 - ）は、日本の実業家、ゲームクリエイター。アイディアファクトリー取締役会長。コンパイルハート代表取締役会長。埼玉県所沢市出身。

## 来歴
1989年、データイーストに入社し1993年までTVゲームの企画と製作を行う。独立後はセガ社のTVゲーム『ドラゴンフォース』の企画立案などを行った。
1994年以降はアイディアファクトリー、2006年コンパイルハートなどの企業を設立し経営を行っている。
2004年、アイディアファクトリー代表取締役社長に就任。
2013年、アイディアファクトリー取締役会長に就任。

## 関連企業等
- アイディアファクトリー株式会社
- 株式会社コンパイルハート
- デザインファクトリー株式会社

## 関連ブランド
- オトメイト

## 主な関連作品

### アニメ
- RUN=DIM（2001年） - 原作、脚本
- まみむめ★もがちょ（2001年）
- 薄桜鬼（2010年）
- 緋色の欠片（2012年）
- 超次元ゲイム ネプテューヌ THE ANIMATION（2013年）
- ノルン+ノネット（2016年）

### ゲーム

#### アイディアファクトリー
- スペクトラルフォースシリーズ
- キングダムオブカオス
- ジェネレーションオブカオスシリーズ
- スペクトラルソウルズシリーズ

#### コンパイルハート
- アガレスト戦記シリーズ
- ネプテューヌシリーズ
- 圧倒的遊戯 ムゲンソウルズシリーズ
- 限界凸騎 モンスターモンピース
- フェアリーフェンサー エフ
- クロバラノワルキューレ
- 絵師神の絆

#### オトメイト
- 薄桜鬼 シリーズ
- 緋色の欠片シリーズ
- AMNESIAシリーズ
- DIABOLIK LOVERSシリーズ
- NORN9 ノルン+ノネット
- ニル・アドミラリの天秤 帝都幻惑綺譚
- Collar×Malice
- 終遠のヴィルシュ -ErroR:salvation-

### 書籍
- コミック スペクトラルフォース（1998年） - 原作
- スペクトラルフォース〜魔王の遺志を継ぐ少女〜（1999年）